# مارك مونييسا
مارك مونيسا (بالإسبانية: Marc Muniesa) (مواليد 27 مارس 1992 في لوريت دي مار في إسبانيا وطوله 180سم ووزنه 77كغ لاعب كرة قدم إسباني يلعب حاليا لصالح نادي الشحانية القطري في مركز قلب الدفاع .

## روابط خارجية
- مارك مونييسا على موقع الاتحاد الدولي (مؤرشف)  (الإنجليزية)
- مارك مونييسا على موقع الاتحاد الأوربي (الإنجليزية)
- مارك مونييسا على موقع قاعدة بيانات كرة القدم.إي يو (الإنجليزية)
- مارك مونييسا على موقع Soccerbase.com (لاعب) (الإنجليزية)
- مارك مونييسا على موقع Soccerway.com (الإنجليزية)
- مارك مونييسا على موقع عالم كرة القدم.نت (الإنجليزية)
- مارك مونييسا على موقع كووورة
- مارك مونييسا على موقع AS.com (الإسبانية)